# Emburga
Emburga är en ort i Lettland.   Den ligger i kommunen Ozolnieku novads, i den centrala delen av landet, 40 km söder om huvudstaden Riga. Emburga ligger 4 meter över havet och antalet invånare är 333.
Terrängen runt Emburga är mycket platt. Runt Emburga är det glesbefolkat, med 13 invånare per kvadratkilometer. Närmaste större samhälle är Jelgava, 19,2 km nordväst om Emburga. Trakten runt Emburga består till största delen av jordbruksmark.